# النسبية الخاصة جدا
النسبية الخاصة جدا بتجاهل الجاذبية، يبدو أن الحدود التجريبية تشير إلى أن النسبية الخاصة بتناظر لورنتز وتماثل بوانكاريه تصف الزمكان. من المثير للدهشة أن زمرة بوانكاريه وكوهين وجلاشو بشكل مستقل أظهروا أن مجموعة فرعية صغيرة من مجموعة لورنتز كافيه لشرح كل الحدود الحالية.
يمكن وصف المجموعة الفرعية على النحو التالي: مثبت المتجه الصفري هو المجموعة الإقليدية الخاصة SE (2)، والتي تحتوي على T (2) كمجموعة فرعية للتحولات المكافئة. T (2) عند تمديده ليشمل إما التكافؤ أو الانعكاس الزمني (أي مجموعات فرعية من المتعامد والانعكاس الزمني على التوالي)، يكون كافياً لتزويدنا بجميع التنبؤات القياسية. يسمى تناظرها الجديد بالنسبية الخاصة جدًا (VSR).